# 3440 Stampfer
3440 Stampfer је астероид главног астероидног појаса са средњом удаљеношћу од Сунца која износи 2,802 астрономских јединица (АЈ).
Апсолутна магнитуда астероида је 12,1.